# Smendes
Hedjkheperre Setepenre Smendes (egyptiska: Nesbanebdjed) var en fornegyptisk farao, och var den förste faraon av Egyptens tjugoförsta dynasti. Han regerade 1077-1051 f.Kr., troligen endast i Nedre Egypten.